# Marchantia berteroana
Marchantia berteroana är en bladmossart som beskrevs av Lehm. et Lindenb.. Marchantia berteroana ingår i släktet lungmossor, och familjen Marchantiaceae. Inga underarter finns listade i Catalogue of Life.